# Erlys García
Pour les articles homonymes, voir García.
Erlys García est un footballeur international cubain, né le 28 juillet 1985 à La Havane. Il évolue au poste de défenseur avec les Blues d'Orange County en USL Pro.

## Biographie
Avec les moins de 23 ans cubain, il dispute le tournoi qualificatif aux Jeux olympiques de 2008 à Tampa en Floride. Avec six autres de ses coéquipiers, il profite de cette occasion, fait défection et abandonne son équipe et son pays.